# Lepidochrysops cinerea
Lepidochrysops cinerea är en fjärilsart som beskrevs av Bethune-Baker 1922. Lepidochrysops cinerea ingår i släktet Lepidochrysops och familjen juvelvingar. Inga underarter finns listade i Catalogue of Life.